# Odessa (Nebraska)
Odessa – jednostka osadnicza w Stanach Zjednoczonych, w stanie Nebraska, w hrabstwie Buffalo.